# 繁花林蛇
繁花林蛇（学名：Boiga multomaculata）为游蛇科林蛇属的爬行动物，俗名繁花蛇、金钱豹。分布于印度、中南半岛、印度尼西亚以及中国大陆的浙江、福建、江西、湖南、广东、香港、海南、广西、贵州、云南等地，常生活于山麓平原或丘陵富于林木的地区。其生存的海拔上限为650米。该物种的模式产地在印度尼西亚爪哇。

## 保护
本种于2023年被收录入《有重要生态、科学、社会价值的陆生野生动物名录》。